# Lepturacanthus savala
Lepturacanthus savala är en fiskart som först beskrevs av Cuvier 1829.  Lepturacanthus savala ingår i släktet Lepturacanthus och familjen Trichiuridae. Inga underarter finns listade i Catalogue of Life.